# ラドスト・ボーケル
ラドスト・ボーケル（Radost Bokel、1975年6月4日 - ）は、ドイツの俳優。 
1986年に公開されたデビュー作である映画『モモ』で主役のモモを演じ、バンビ賞を受賞する。

## 経歴
5歳のときに、母親が東ドイツからの出国申請書を提出した後、1980年にラドストは母と兄弟と共に故郷のハレ（ザーレ）からフランクフルトアムマインに移る。彼女のスラブ名は、ブルガリア生まれの父親に由来。 フランクフルトではシラーシューレ学院を卒業。学院で最初のステージを経験する。『マイ・フェア・レディ』のイライザや、老人ホームでのパフォーマンスでは『ジャングルブック』のモーリを演じる。 
9歳の時、ミヒャエル・エンデの古典的作品『モモ』の映画化に際して配役に応募。キャスティングは著者エンデ自身と共に脚本を手がけたローズマリー・フェンデルの家（フランクフルト＝ヘーヒストにある）で行われた（数千人の応募者の中でラドストは最年少だった）。映画『モモ』の撮影は1985年の3ヶ月半の間、ローマにあるイタリア映画都市シネチッタで、ジョン・ヒューストンやマリオ・アドルフ、アルミン・ミューラー・スタールらと共に英語で行われた。脚本のフェンデルは撮影中も演技コーチ兼メンターとしてラドストをサポートした。デビュー作となったこの『モモ』の役で、バンビ賞（1986年）、フランソワ・トリュフォー賞（1986年）、ブラボー・オットー・イン・ブロンズ（1986年）を受賞。
1986年にはヨハネス・マリオ・シンメルの『Bitte, laßt die Blumen leben』の映画化作品『Bitte laßt die Blumen leben』で幼い障害者パティを演じ、クラウスジュルゲン・ウッソーやハンネロア・エルスナーと共演。1997年の映画『ダス・エルステ・セメスター』ではクリスチャン・カアールマンと共演している。
テレビ番組では、1987年にアンディ・マクダウェルやマイケル・ヨーク、ベン・キングスレーらと共に、国際的なアドベンチャーシリーズ『The Secret of the Sahara』に出演。他にも多くの番組に出演しており、トーマス・フリッチとユッタ・スペイデルと共演した競馬場のシリーズ『ライバル』（1988/1989年）や、『犯罪現場』、『ダー・ファーンダー』、『ヴォルフス・レヴィエ』、『SOKOキッツビュエル』、2007年から2011年までの『デア・シュター』、そしてライナー・フノルドの『ツァンウォルト』などに出演している。
2012年1月、ボーケルは『RTLリアリティショー』の第6シーズン『Ich bin ein Star – Holt mich hier raus!』、『belegte den 7. Platz』に出演。 2012年の夏、エルスペのカール・メイ・フェスティバルで、ウィネトウの妹ンチョチ役を演じた。
女優としての仕事に加えて、すでに1986年に語り手としても働き、デンマークのアニメ映画『ワルハラ』の少女ロスクヴァに声を充てていた。 その後、オーディオブックのウィンドトラウメ（ジャンド）とキャシーの本（ショーン・スチュワート）に続く。2013年からは、俳優ジャン=マルク・バークホルツの支援を受け、モモの朗読でドイツをツアーしている。 
雑誌でのフォトギャラリーにも登場。1997年に『MAX 』（6月号）、『FHM』（2004年11月号）、2008年には『マキシム』（12月号）で別の一連の写真が続き、2013年にはプレイボーイ（9月号・ドイツ版）でヌードを披露した。  
2008年にアメリカのソウルシンガーである タイラー・ウッズと結婚し、2009年には息子が生まれる  。その後、タイラーとは2015年に離婚し、ドイツに戻る。 

## ボランティア
主に動物福祉に関与し、組織BMT（ 動物虐待防止協会 ）およびTasso eVを支援している。たとえば、彼女はBMT 動物保護施設を訪問し、2012年のタッソキャンペーン「Goldene Pfote 2012」のパトロンとして行動した。 

## 主な出演作品
- 1986： モモ （映画）
- 1986： 花を生きさせてください（映画）
- 1986： Walhalla （漫画、スピーカー）
- 1987： The Secret of the Sahara（TVミニシリーズ）
- 1988/89： Rivalen der Rennbahn（TVシリーズ）
- 1989： The Nest （TVシリーズ）
- 1989：有罪（テレビ映画）
- 1989：Tatort
- 1990：偽トラック（テレビ映画）
- 1991： 白青物語 （TVシリーズ）
- 1991：最高の年の女性（TVシリーズ、エピソード：海風）
- 1994： 調査員 （TVシリーズ）
- 1994：Lohbeckへのコミットメント（TVシリーズ、エピソード "Taucherglück"）
- 1994：Der Fahnder
- 1994：Happy Journey（TVシリーズ）
- 1995： ウルフの領土 （TVシリーズ）
- 1995： SK-Babies （TVシリーズ）
- 1996： 二重使用 （TVシリーズ、エピソード：「障害物のある集会」）
- 1997： Parkhotel Stern （TVシリーズ）
- 1997： すべての場合、ステファニー （TVシリーズ）
- 1997：最初の学期（長編映画）
- 1998：Dr. med. Mord（シリーズ「 キング 」の最終テレビ映画）
- 1999：First Love（TVシリーズ）
- 2002：Klinik unter Palmen（TVシリーズ）
- 2005： The Dream Hotel （TVシリーズ、エピソード：「セイシェル」）
- 2006： SOKOキッツビューエル （TVシリーズ、エピソード： "ローデン・キング"）
- 2006： SOKO Rhein-Main （TVシリーズ）
- 2007-2011： Der Staatsanwalt （TVシリーズ）
- 2013： Anrheinerのケース （TVシリーズ）
- 2015： Kreuzfahrt ins Glück（TVエピソード：「ハネムーントゥモンテネグロ」）

## ポッドキャスト
- seit 2018: Abgeschminkt & Unverblümt (bei Hit Radio FFH)[10] – zusammen mit Sabrina Setlur, Janina Russ und Evren Gezer

## 演劇
- 2012： カールメイ・フェスティバル・エルスペ （役割： Nscho-chi ）